# Cucullia galleti
Cucullia galleti là một loài bướm đêm trong họ Noctuidae.